# Primera Liga de Bielorrusia
La Primera Liga de Bielorrusia o Pershaya Liga (en bielorruso: Першая ліга), es la segunda división del fútbol profesional en Bielorrusia. Se disputa desde 1992 y es organizada por la Federación de Fútbol de Bielorrusia.

## Equipos de la temporada 2025
| Equipo            | Ciudad      | Posición en 2024    |
| ----------------- | ----------- | ------------------- |
| Dnepr Mogilev     | Maguilov    | 14.º (Liga Premier) |
| Niva Dolbizno     | Dolbizno    | 3.º                 |
| Belshyna Babruisk | Babruisk    | 4.º                 |
| Volna Pinsk       | Pinsk       | 5.º                 |
| Lida              | Lida        | 6.º                 |
| Dinamo-2 Minsk    | Minsk       | 7.º                 |
| BATE-2 Borisov    | Borisov     | 8.º                 |
| Bumprom Gomel     | Gómel       | 9.º                 |
| Orsha             | Orsha       | 10.º                |
| Ostrovets         | Astravets   | 11.º                |
| Lokomotiv Gomel   | Gómel       | 12.º                |
| Baranovichi       | Baránavichi | 13.º                |
| ABFF U-17         | Minsk       | 14.º                |
| Slonim-2017       | Slonim      | 16.º                |
| Minsk-2           | Minsk       | 1.º (Segunda Liga)  |
| Unixlabs Minsk    | Minsk       | 4.º (Segunda Liga)  |
| Gomel-2           | Gomel       | 5.º (Segunda Liga)  |
| Osipovichi        | Osipovichi  | 9.º (Segunda Liga)  |

## Sistema de competición
Hay dieciocho equipos en la competencia. El sistema del campeonato está definido a través de enfrentamientos entre todos los clubes en partidos de ida y vuelta, de manera que el club que obtiene el mayor puntaje al final del torneo es proclamado campeón y, junto con el subcampeón, ascienden automáticamente a la Liga Premier. El equipo ubicado en el tercer lugar se clasifica a un play-off por el ascenso contra el antepenúltimo de la Liga Premier. Los equipos que terminen en los cuatro últimos lugares descienden automáticamente a la Segunda Liga. Los equipos reservas de clubes de la Liga Premier pueden participar en esta categoría pero están limitados a un máximo de cuatro equipos por temporada.

## Historial
Los equipos en negrita ascendieron a la Liga Premier al final de la temporada.
Nota: nombres de los equipos según la época.
| Temporada | Campeón                  | Subcampeón                  | Tercero            |
| --------- | ------------------------ | --------------------------- | ------------------ |
| 1992      | Dinamo-2 Minsk           | Shinnik Babruisk            | Kommunalnik Pinsk  |
| 1992-93   | Shinnik Babruisk         | Polesye Mozyr               | Selmash Mogilev    |
| 1993-94   | Obuvschik Lida           | Polesye Mozyr               | Kommunalnik Pinsk  |
| 1994-95   | MPKC Mozyr               | Ataka-Aura Minsk            | Kommunalnik Pinsk  |
| 1995      | Naftan-Devon Novopolotsk | Kommunalnik Pinsk           | Fomalgaut Borisov  |
| 1996      | Transmash Mogilev        | Kommunalnik Slonim          | Khimik Svetlogorsk |
| 1997      | Gomel                    | BATE Borísov                | Lida               |
| 1998      | Lida                     | Svisloch-Krovlya Osipovichi | Pinsk-900          |
| 1999      | Kommunalnik Slonim       | Vedrich-97 Rechytsa         | Dinamo-Yuni Minsk  |
| 2000      | Molodechno               | Luninets                    | Neman Mosty        |
| 2001      | Torpedo Zhodino          | Zvezda-VA-BGU Minsk         | Darida Minsk Raion |
| 2002      | Darida Minsk Raion       | Naftan Novopolotsk          | Lokomotiv Minsk    |
| 2003      | Lokomotiv Vitebsk        | MTZ-RIPO Minsk              | Smorgon            |
| 2004      | Lokomotiv Minsk          | Vedrich-97 Rechytsa         | Smorgon            |
| 2005      | Belshyna Babruisk        | Lokomotiv Vitebsk           | Smorgon            |
| 2006      | Minsk                    | Smorgon                     | Khimik Svetlogorsk |
| 2007      | Savit Mogilev            | Granit Mikashevichi         | Lokomotiv Minsk    |
| 2008      | Minsk                    | Khimik Svetlogorsk          | Belshyna Babruisk  |
| 2009      | Belshyna Babruisk        | Volna Pinsk                 | DSK Gomel          |
| 2010      | Gomel                    | SKVICH Minsk                | DSK Gomel          |
| 2011      | Slavia-Mozyr             | Partizan Minsk              | Gorodeya           |
| 2012      | Dnepr Mogilev            | Gorodeya                    | Vitebsk            |
| 2013      | Slutsk                   | Gorodeya                    | Vitebsk            |
| 2014      | Granit Mikashevichi      | Slavia-Mozyr                | Vitebsk            |
| 2015      | Isloch Minsk Raion       | Gorodeya                    | Krumkachy Minsk    |
| 2016      | Gomel                    | Dnepr Mogilev               | Gomelzheldortrans  |
| 2017      | Luch Minsk               | Smolevichi-STI              | Torpedo Minsk      |
| 2018      | Slavia Mozyr             | Energetik-BGU Minsk         | Belshyna Babruisk  |
| 2019      | Belshyna Babruisk        | Smolevichi                  | Rukh Brest         |
| 2020      | Sputnik Rechitsa         | Gomel                       | Krumkachy          |
| 2021      | Arsenal Dzerzhinsk       | Belshyna Babruisk           | Dnepr Mogilev      |
| 2022      | Naftan Novopolotsk       | Smorgon                     | Rogachev           |
| 2023      | Arsenal Dzerzhinsk       | Dnepr Mogilev               | Vitebsk            |
| 2024      | Molodechno               | Maxline Vitebsk             | Niva Dolbizno      |

## Palmarés
| Club                                | Títulos | Subcampeonatos | Años de los campeonatos   |
| ----------------------------------- | ------- | -------------- | ------------------------- |
| Shinnik / Belshyna Babruisk         | 4       | 2              | 1992-93, 2005, 2009, 2019 |
| Polesye / MPKC / Slavia-Mozyr       | 3       | 3              | 1994-95, 2011, 2018       |
| Gomel                               | 3       | -              | 1997, 2010, 2016          |
| Naftan-Devon Novopolotsk            | 2       | 1              | 1995, 2022                |
| Obuvschik Lida / Lida               | 2       | -              | 1993-94, 1998             |
| Minsk                               | 2       | -              | 2006, 2008                |
| Arsenal Dzerzhinsk                  | 2       | -              | 2021, 2023                |
| Molodechno                          | 2       | -              | 2000, 2024                |
| Dnepr Mogilev                       | 1       | 2              | 2012                      |
| Kommunalnik Slonim                  | 1       | 1              | 1999                      |
| Lokomotiv Vitebsk                   | 1       | 1              | 2003                      |
| Lokomotiv / SKVICH Minsk            | 1       | 1              | 2004                      |
| Granit Mikashevichi                 | 1       | 1              | 2014                      |
| Dinamo-2 Minsk                      | 1       | -              | 1992                      |
| Transmash Mogilev                   | 1       | -              | 1996                      |
| Torpedo Zhodino                     | 1       | -              | 2001                      |
| Darida Minsk Raion                  | 1       | -              | 2002                      |
| Savit Mogilev                       | 1       | -              | 2007                      |
| Slutsk                              | 1       | -              | 2013                      |
| Isloch Minsk Raion                  | 1       | -              | 2015                      |
| Luch Minsk                          | 1       | -              | 2017                      |
| Sputnik Rechitsa                    | 1       | -              | 2020                      |
| Gorodeya                            | -       | 3              |                           |
| Vedrich-97 Rechytsa                 | -       | 2              |                           |
| Zvezda-VA-BGU / Energetik-BGU Minsk | -       | 2              |                           |
| Kommunalnik / Volna Pinsk           | -       | 2              |                           |
| MTZ-RIPO / Partizan Minsk           | -       | 2              |                           |
| Smolevichi-STI / Smolevichi         | -       | 2              |                           |
| Smorgon                             | -       | 2              |                           |
| Ataka-Aura Minsk                    | -       | 1              |                           |
| BATE Borísov                        | -       | 1              |                           |
| Svisloch-Krovlya Osipovichi         | -       | 1              |                           |
| Luninets                            | -       | 1              |                           |
| Khimik Svetlogorsk                  | -       | 1              |                           |